# We Weren't Born to Follow
«We Weren't Born to Follow» (en castellano: «Nosotros no nacimos a seguir») es el primer sencillo del undécimo álbum de la banda Bon Jovi, titulado The Circle. El sencillo fue estrenado en la radio el 17 de agosto. Debutó en el Billboard Hot 100 en el número 90.

## Vídeo
El videoclip de la canción fue lanzado el 14 de octubre de 2009. En él se ve a la banda tocando en la azotea de un edificio en Nueva York, con rascacielos visibles tras ellos. Intercalados con estas escenas hay clips de archivo y fotografías de eventos y personas importantes en la historia. 
El vídeo incluye:
- Caída del Muro de Berlín en 1989.
- Lance Armstrong ganando el Tour de Francia.
- Una colección de imágenes del avión de los hermanos Wright, un transbordador espacial y el Spaceship One de Virgin Galactic.
- Virgin.
- La Gran Muralla China.
- Las protestas en la Plaza de Tiananmen, en Pekín, en 1989 y la famosa foto de Tank Man.
- Imágenes de Barack Obama y presidentes anteriores de los Estados Unidos.
- La Princesa Diana en África.
- Martin Luther King dando su famoso discurso I Have a Dream.
- Protestas por el cambio climático.
- El guitarrista Les Paul.
- El exitoso aterrizaje de emergencia del vuelo 1549 de American Airways y el piloto Chesley Burnett Sullenberger III.
- Escenas de la separación de una etapa del cohete Saturno V junto con varios astronautas en el EVA.

## Proceso de grabación
Cuando Richie Sambora grabó el solo para esta canción, jugó un muy melódico The Beatles-break esque. Pero tan pronto como la canción debutó en la radio, muchos fanes expresaron su consternación por la falta de un solo de guitarra. En respuesta a esta crítica, Sambora registró un nuevo solo de guitarra, el cual aparece en la versión del álbum y el videoclip.

## Listas
We Weren't Born to Follow alcanzó el número 32 en la lista Billboard Adult Contemporary. El sencillo también llegó al número 13 en el Chart Hot AC. En el Billboard Hot 100, la canción debutó en el número 90.

## En otros medios de comunicación
We Weren't Born to Follow se utilizará como canción de promoción de las Grandes Ligas 2009 Playoffs en TBS. Durante los últimos dos años, Bon Jovi ha promovido la Major League Baseball con la canción I Love This Town, del álbum Lost Highway. El 1 de noviembre de 2009, Bon Jovi interpretó We Weren't Born to Follow en el concurso musical The X Factor (Reino Unido)

## Otras versiones
Existe una versión tecno de la canción, titulada We Weren't Born to Follow (Jason Nevins Remix), realizada por el DJ Jason Nevins.

## Miembros
- Jon Bon Jovi - voz
- Richie Sambora - guitarra y coros
- David Bryan - teclados y coros
- Tico Torres - batería
- Hugh McDonald - bajo